# Eleições estaduais no Paraná em 1966
As eleições estaduais no Paraná em 1966 ocorreram em 15 de novembro conforme previa o Ato Institucional Número Três em 22 estados e nos territórios federais do Amapá, Rondônia e Roraima. A ausência de eleições para governador e vice-governador se explica devido à eleição direta havida em 1965 onde Paulo Pimentel e Plínio da Costa chegaram ao Palácio Iguaçu. Em 1966 foram eleitos o senador Ney Braga, além de 25 deputados federais e 45 deputados estaduais num pleito onde a ARENA foi o partido mais votado.
Nascido em Lapa o senador Ney Braga ingressou em 1935 na Escola Militar do Realengo e após servir no Rio Grande do Sul, São Paulo, Paraná e Rio de Janeiro cursou a Escola de Comando e Estado-Maior do Exército onde conheceu Humberto de Alencar Castelo Branco. Na condição de Major do Exército Brasileiro comandou o 3º Regimento de Artilharia Montada em Curitiba até que seu cunhado, o governador Bento Munhoz da Rocha, o fez chefe de polícia e o apoiou na eleição para prefeito de Curitiba em 1954 pelo PL. Posteriormente rompidos, Ney Braga filiou-se ao PDC sendo eleito deputado federal em 1958 e governador do Paraná em 1960 para um mandato de cinco anos. Durante seu governo ocorreu o Regime Militar de 1964, em nome do qual Ney Braga assumiu o Ministério da Agricultura no governo Castelo Branco onde permaneceu nove meses até renunciar e conseguir um mandato de senador pela ARENA.
Convidado a assumir o Ministério da Educação no Governo Ernesto Geisel, Ney Braga não disputou a reeleição em 1974 e em seu lugar assumiu o advogado catarinense Otávio Cesário Júnior. Nascido em Itajaí e formado à Universidade Federal do Paraná, ele integrou a UDN e presidiu o diretório municipal em Cambé. Antes disso, foi promotor de justiça em Londrina e em 1962 elegeu-se suplente de deputado federal e ocupou duas secretarias de estado nesse ínterim. 
Não bastasse a vitória eleitoral da ARENA, a força política dos governistas aumentou graças ao Ato Institucional Número Cinco que reduziu em quarenta por cento a bancada de deputados federais do MDB.

## Resultado da eleição para senador
Os números a seguir têm por fonte os arquivos do Tribunal Superior Eleitoral e do Tribunal Regional Eleitoral do Paraná.
| Candidatos a senador da República | Primeiro suplente de senador | Número | Coligação             | Votação | Percentual |
| --------------------------------- | ---------------------------- | ------ | --------------------- | ------- | ---------- |
| Ney Braga ARENA                   | Otávio Cesário Júnior ARENA  | -      | ARENA (sem coligação) | 660.529 | 64,87%     |
| Nelson Maculan MDB                | Iberê de Matos MDB           | -      | MDB (em sublegenda)   | 273.378 | 26,85%     |
| Afonso Camargo MDB                | Joaquim Neia de Oliveira MDB | -      | MDB (em sublegenda)   | 84.275  | 8,28%      |

## Deputados federais eleitos
São relacionados os candidatos eleitos com informações complementares da Câmara dos Deputados.

Representação eleita
  ARENA: 20
  MDB: 5

| Deputados federais eleitos | Partido | Votação | Percentual | Cidade onde nasceu | Unidade federativa |
| João Paulino               | ARENA   | 50.204  | 4,63%      | Antonina           | Paraná             |
| Zacarias Seleme            | ARENA   | 49.492  | 4,56%      | Canoinhas          | Santa Catarina     |
| Léo de Almeida Neves       | MDB     | 48.805  | 4,50%      | Ponta Grossa       | Paraná             |
| Alberto Costa              | ARENA   | 44.755  | 4,12%      | Curitiba           | Paraná             |
| Haroldo Leon Peres         | ARENA   | 42.471  | 3,91%      | Rio de Janeiro     | Rio de Janeiro     |
| Acioly Filho               | ARENA   | 40.671  | 3,75%      | Paranaguá          | Paraná             |
| Cid Rocha                  | ARENA   | 39.263  | 3,62%      | Foz do Iguaçu      | Paraná             |
| Emílio Gomes               | ARENA   | 37.045  | 3,41%      | Ponta Grossa       | Paraná             |
| Alípio de Carvalho         | ARENA   | 30.335  | 2,80%      | Carolina           | Maranhão           |
| Jorge Curi                 | ARENA   | 30.099  | 2,77%      | São Paulo          | São Paulo          |
| Renato Celidônio           | MDB     | 29.841  | 2,75%      | Agudos             | São Paulo          |
| Antônio Ueno               | ARENA   | 28.735  | 2,65%      | Uraí               | Paraná             |
| Hermes Macedo              | ARENA   | 28.622  | 2,64%      | Rio Pardo          | Rio Grande do Sul  |
| Moacir Silvestri           | ARENA   | 27.677  | 2,55%      | Carazinho          | Rio Grande do Sul  |
| Justino Pereira            | ARENA   | 26.938  | 2,48%      | Miraí              | Minas Gerais       |
| Agostinho Rodrigues        | ARENA   | 26.290  | 2,42%      | Curitiba           | Paraná             |
| José Richa                 | MDB     | 22.994  | 2,12%      | São Fidélis        | Rio de Janeiro     |
| Minoro Miyamoto            | ARENA   | 22.879  | 2,11%      | Promissão          | São Paulo          |
| Lírio Bertoli              | ARENA   | 18.742  | 1,73%      | Taió               | Santa Catarina     |
| Braga Ramos                | ARENA   | 18.597  | 1,71%      | Teixeira Soares    | Paraná             |
| Kalil Maia Neto            | ARENA   | 18.524  | 1,71%      | São Paulo          | São Paulo          |
| Fernando Gama              | MDB     | 16.881  | 1,56%      | Rio de Janeiro     | Rio de Janeiro     |
| Henio Romagnolli           | ARENA   | 16.725  | 1,54%      | Varginha           | Minas Gerais       |
| José Carlos Leprevost      | ARENA   | 15.553  | 1,43%      | Curitiba           | Paraná             |
| Antônio Annibelli          | MDB     | 14.157  | 1,30%      | São Paulo          | São Paulo          |

## Deputados estaduais eleitos
Na disputa pelas 45 vagas da Assembleia Legislativa do Paraná a ARENA superou o MDB por trinta e sete a oito.

Representação eleita
  ARENA: 37
  MDB: 8

Fonteː
| Deputados estaduais eleitos    | Partido | Votação | Percentual | Cidade onde nasceu  | Unidade federativa |
| Arnaldo Busato                 | ARENA   | 43.749  |            | Jaú                 | São Paulo          |
| Aníbal Khury                   | ARENA   | 41.368  |            | Porto União         | Santa Catarina     |
| Luiz Carlos Cantinho Cruz      | ARENA   | 41.330  |            | Campo Largo         | Paraná             |
| Matos Leão                     | ARENA   | 34.830  |            | Mallet              | Paraná             |
| João Mansur                    | ARENA   | 33.155  |            | Irati               | Paraná             |
| Túlio Vargas                   | ARENA   | 25.556  |            | Piraí do Sul        | Paraná             |
| Roberto Galvani                | ARENA   | 25.051  |            | Pinhais             | Paraná             |
| Ivo Thomazoni                  | ARENA   | 23.593  |            | Joaçaba             | Santa Catarina     |
| Fabiano Braga Cortes           | ARENA   | 23.077  |            | Lapa                | Paraná             |
| Wilson Figueiredo Fortes       | ARENA   | 22.937  |            | Jacarezinho         | Paraná             |
| Armando Queiroz de Morais      | ARENA   | 21.709  |            | Viradouro           | São Paulo          |
| David Federmann                | ARENA   | 20.133  |            | Ponta Grossa        | Paraná             |
| Paulo Poli                     | ARENA   | 18.070  |            | Almirante Tamandaré | Paraná             |
| Arthur Gotuzzo de Souza        | ARENA   | 17.912  |            | Ponta Grossa        | Paraná             |
| Benedito Pinto Dias            | ARENA   | 17.713  |            | Monções             | São Paulo          |
| Gabriel Manoel                 | ARENA   | 16.761  |            | Paranaguá           | Paraná             |
| Jorge Miguel Nassar            | ARENA   | 15.832  |            | Curitiba            | Paraná             |
| Olavo Garcia Ferreira da Silva | ARENA   | 15.619  |            | Londrina            | Paraná             |
| Francisco Escorsin             | ARENA   | 15.599  |            | Jaguariaíva         | Paraná             |
| João Leopoldo Jacomel          | ARENA   | 15.516  |            | Piraquara           | Paraná             |
| Erondy Silvério                | ARENA   | 14.508  |            | Guarapuava          | Paraná             |
| Constantino João Kotzias       | ARENA   | 14.417  |            | São Roque           | São Paulo          |
| Olívio Belich                  | ARENA   | 14.121  |            | Porto Amazonas      | Paraná             |
| Jorge Sato                     | ARENA   | 12.569  |            | Toledo              | Paraná             |
| Abrahão Miguel                 | ARENA   | 12.414  |            | Pinhalão            | Paraná             |
| Jacinto Simões                 | MDB     | 12.276  |            | Pato Branco         | Paraná             |
| Paulo Afonso Alves de Camargo  | ARENA   | 11.663  |            | Guarapuava          | Paraná             |
| Igo Losso                      | ARENA   | 11.510  |            | Irati               | Paraná             |
| Alencar Furtado                | MDB     | 11.486  |            | Araripe             | Ceará              |
| Luiz Renato Malucelli          | ARENA   | 11.324  |            | Curitiba            | Paraná             |
| Walmor Giavarina               | MDB     | 11.099  |            | Capinzal            | Santa Catarina     |
| Aguinaldo Pereira Lima         | ARENA   | 11.023  |            | Foz do Iguaçu       | Paraná             |
| Silvio Magalhães Barros        | MDB     | 10.667  |            | Aiuruoca            | Minas Gerais       |
| Ovidio Luiz Franzoni           | ARENA   | 10.385  |            | Cianorte            | Paraná             |
| Sinval Martins Araújo          | MDB     | 10.319  |            | Curitiba            | Paraná             |
| Renato Loures Bueno            | ARENA   | 9.554   |            | Palmas              | Paraná             |
| Nelson Buffara                 | MDB     | 9.368   |            | Curitiba            | Paraná             |
| Mamédio Seme Scaff             | ARENA   | 9.249   |            | Marilândia do Sul   | Paraná             |
| Fuad Nacli                     | ARENA   | 9.214   |            | Guarapuava          | Paraná             |
| Haroldo Bianchi                | ARENA   | 9.110   |            | Araucária           | Paraná             |
| Lázaro Servo                   | MDB     | 8.838   |            | Apucarana           | Paraná             |
| Emílio Humberto Carazzai       | ARENA   | 8.632   |            | Arapongas           | Paraná             |
| Miran Pirih                    | ARENA   | 8.972   |            | Nova Esperança      | Paraná             |
| Miguel Dinizo                  | ARENA   | 8.498   |            | Itatiba             | São Paulo          |
| Eurico Batista Rosas           | MDB     | 7.996   |            | Ponta Grossa        | Paraná             |